# Anil Jacob Kunnel
Anil George Jacob Kunnel (* 1984 in Geseke) ist ein deutscher Kommunikationswissenschaftler, Regisseur, Filmproduzent und Autor.

## Leben
Kunnel wurde 1984 als Sohn zweier aus Kerala, Indien, stammenden Einwanderer, einem Gymnasiallehrer und einer Krankenschwester, im ostwestfälischen Geseke geboren, wo er auch aufwuchs und 2003 sein Abitur machte.

## Wissenschaftlicher Werdegang
Kunnel studierte ab 2003 Kommunikationswissenschaft, Anglistik und Germanistik an der Westfälischen Wilhelms-Universität Münster (WWU) und legte die Magisterprüfung ab.
Während des Studiums verbrachte er 2006 ein Auslandssemester an der Hawaiʻi Pacific University in Honolulu und absolvierte 2008 ein Forschungssemester in Bangalore zur Feldforschung zum Online-Verhalten von einkommensschwachen Arbeitssuchenden in Indien beim Online-Startup babajob.
Zwischen 2013 und 2016 promovierte er am vom DFG finanzierten Graduiertenkolleg "Vertrauen in Kommunikation in einer Digitalisierten Zeit' in den Fächern Kommunikationswissenschaft und Wirtschaftsinformatik.
Seine Promotionsarbeit „Trust and Kommunikation: Foundations of Interconnectivity“, eine Grundlagenforschungschrift, welche die Rolle von Vertrauen und Vertrauenswürdigkeitszuschreibungen in analogen und digitalen Räumen untersucht, verbindet kommunikationswissenschaftliche, psychologische, neurowissenschaftliche und ökonomische Perspektiven zu einer interdisziplinären Theorie der menschlichen Informationsverarbeitung sozialer Interaktionen.

## Filmischer Werdegang
Zwischen 2007 und 2011 verwirklichte Kunnel autodidaktisch die Kurzfilm-Anthologie Abschiede, deren Episoden auf unterschiedlichen Festivals ausgezeichnet wurden.
Für die ZDF-Reihe Das kleine Fernsehspiel produzierte er im Rahmen der Ausschreibung „Bodybits“ den Film Pixelschatten, der im März 2011 seine Premiere feierte und 2014 von gunpowder&sky international vertrieben wurde.
Zwischen 2016 und 2020 verfasste Kunnel mehrere Drehbücher, die bei Ausschreibungen wie dem Sundance International Screenwriter’s Lab, beim ScreenCraft Sci-Fi & Fantasy Competition oder 1497 Features Lab for South-Asian Writers als Finalisten oder Halbfinalisten ausgezeichnet wurden.

## Sonstiges
Kunnel ist Alumnus der Rutger Hauer Filmfactory Rotterdam (als Produzent), der Akademie Für Kindermedien Erfurt (als Spielfilmautor) und des Sehsüchte Pitch! Workshops Potsdam (als Spielfilmautor). Zudem ist er Mitglied im Verein MedienAlumni am Institut für Kommunikationswissenschaft Münster.

## Filmografie
- 2008: Wände (Kurzfilm; Regie, Drehbuch und Produktion)
- 2009: Nothing Happens (Kurzdokumentarfilm; Regie und Produktion)
- 2009: Taucher (Kurzfilm; Regie, Drehbuch und Produktion)
- 2009: Schimmer (Kurzfilm; Regie, Drehbuch und Produktion)
- 2009: Heimkehr (Kurzfilm; Regie, Drehbuch und Produktion)
- 2009: 3 (Kurzfilm; Drehbuch und Produktion)
- 2011: Pixelschatten (TV-Film; Regie, Drehbuch und Produktion)
- 2011: Aufruhr (Kurzfilm; Regie, Drehbuch und Produktion)
- 2011: Abschiede (Regie, Drehbuch und Produktion)

## Veröffentlichungen
- Trust and Communication: Foundations of Interconnectivity (Doktorarbeit), Peter Lang, Berlin 2021, ISBN 978-3-631-84269-0.
- Die Formalisierung des informellen Arbeitssektors in Indien durch internetbasiertes Social Networking: Eine explorative Annäherung an babajob.com (Magisterarbeit), GRIN Verlag, München 2012, ISBN 978-3-656-24562-9.
- Beitrag in: Florentine Dame, Elisabeth Weydt (Hrsg.), An Grenzen: Acht Reisen durch Israel und Palästina. Verlag Ralf Liebe, Köln 2008, ISBN 978-3-935221-96-2.[4]